# Andreas Krasas
Andreas Krasas (gr. Ανδρέας Κρασσάς; ur. 7 grudnia 1990 w Larnace) – cypryjski judoka, złoty medalista igrzysk małych państw Europy w 2011 w wadze półlekkiej. Występował m.in. na MŚ 2010 (65. pozycja w wadze półlekkiej) oraz ME Juniorów w 2009 (7. pozycja w wadze ekstralekkiej).
Posiada czarny pas w judo. Trenuje od 2005 roku.